# پیمان دادخواهی
پیمان دادخواهی پس از اعتراضات ۱۴۰۱ با امضای ۸۲ فعال سیاسی و مدنی منتشر شد. این افراد بر تعهد خود به اصول حقوق بشری تأکید کرده و با روشن کردن دیدگاه‌های خود از تلاش برای تدوین «مبنایی برای همبستگی» خبر دادند. این متن و پیمان به عنوان یک منشور و میثاق پیشنهادی برای چشم‌انداز گروه‌های سیاسی و مدنی از آینده ایران منتشر شد. هدف این پیمان سرنگونی نظام جمهوری اسلامی به شکل خشونت پرهیز است و علاوه بر اعلام پایبندی به میثاق‌های جهانی حقوق بشر، در این متن بر پنج مورد مشخص دیگر هم تأکید شده‌است.

## اهداف
برخی از اهداف اعلام شده در پیمان دادخواهی:
- لغو مجازات اعدام در ایران
- دادخواهی با فرجام حقیقت و عدالت در هر موقعیت. این امر مستلزم همکاری و همیاری با نهادهای ملی و بین‌المللی برای روشن کردن همه حقایق دربارهٔ نقض فاحش حقوق بشر در ایران و به ویژه جنایت‌های سیاسی است که برخی از آنها مصداق بارز «جنایت علیه بشریت» هستند
- پایان دادن به مصونیت از مجازات برای آمران و عاملان جنایت‌های سیاسی
- بازسازی و استقلال کامل دستگاه قضایی
- مبارزه با فراموشی با پذیرش گوناگونی روایت‌ها و تکوین دقیق حافظهٔ تاریخی به دور از هر چشم‌پوشی[۲]

## امضا کنندگان
باقر ابراهیم‌زاده، حامد اسماعیلیون، حمید اشتری، مهدی اصلانی، زیبا اعظمی، شهناز اکملی، اصغر ایزدی، منیره برادران، شهره بدیعی، لادن برومند، شعله پاکروان، مهسا پیریایی، زهره تنکابنی، سیروس جاویدی، اقدس جاویدی، فتان جوکار، گلرخ جهانگیری، صدیقه حاج محسن، علی حجت، امجد حسین پناهی، اکرم خاتم، نسیم خاکسار، آتنا دائمی، سعید دهقان، آناهیتا رحمانی، تقی رحمانی، ریبین رحمانی، میهن روستا، زری ریاحی، سیمین سامی کرمانی، نسرین ستوده، شکوفه سخی، سایه سعیدی سیرجانی، عبدالفتاح سلطانی، فرزانه سلطانی، مونا سیلاوی، آتش شاه‌کرمی، شهلا شفیق، شیراحمد شیرانی نارویی، سیما صاحبی، عباس صادقی، کیوان صمیمی، عصمت طالبی، شیرین عبادی، مریم عجم، رضا علامه‌زاده، ملائکه علم هولی، رضا علیجانی، همایون علیزاده، مسعود فتحی، پرستو فروهر، پروین فهیمی، مهین فهیمی، مرسده قائدی، عطیه قریشی، مهرانگیز کار، کاظم کردوانی، کاوه کرمانشاهی، رئوف کعبی، باربد گلشیری، عفت ماهباز، مهناز متین، شهرزاد مجاب، محبوبه مجتهد، مرسده محسنی، نرگس محمدی، پرویز مختاری، شهناز مرتب، ایرج مصداقی، محمود معمارنژاد، رضا معینی، رضوان مقدم، شورا مکارمی، ناصر مهاجر، شاهین نصیری، اکرم نقابی، حمید نوذری، محمدرضا نیکفر، وحید وحدت‌حق، عصمت وطن‌پرست، سعدیه وکیلی، شکوفه یداللهی